# Ермолаев, Игорь Петрович
И́горь Петро́вич Ермола́ев (род. 2 апреля 1932, Казань, Татарская АССР, СССР) — советский и российский историк, педагог и организатор науки. Доктор исторических наук (1983), профессор. Заслуженный работник высшей школы РФ (2000).

## Биография
Родился в семье преподавателя.
По окончании средней школы № 19 г. Казани поступил на отделение истории историко-филологического факультета Казанского государственного университета имени В. И. Ульянова—Ленина (1950—55), а затем — в аспирантуру по кафедре истории СССР КГУ (1955—58). В 1966 году в Куйбышевском государственном педагогическом институте имени В. В. Куйбышева защитил диссертацию на соискание учёной степени кандидата исторических наук по теме «Проблема колонизации Среднего Поволжья и Приуралья в русской историографии (вторая половина XIX — начало XX в.)». В 1983 году защитил диссертацию на соискание учёной степени доктора исторических наук по теме «Государственное управление Средним Поволжьем во второй половине XVI — XVII вв.» (специальность 07.00.02 — история СССР).
C 1958 года (с небольшими перерывами) и по настоящее время работает в Казанском университете. В 1964-1966 годах — ассистент, старший преподаватель кафедры научного коммунизма Казанского авиационного института. В 1971—73 годах являлся заместителем декана историко-филологического факультета КГУ по научной работе, в 1973—80 годах — проректором КГУ по учебной работе, в 1983—90 годах — председателем Учебно-методической комиссии исторического факультета, в 1989—99 годах — заведующим кафедрой истории СССР досоветского периода (с 1992 года — отечественной истории до XX века). С 1998 года — профессор Казанской духовной семинарии.
С 1980 года является членом Учёного совета исторического факультета, а с 1994 года — заместителем председателя Совета при КГУ по защите диссертаций на соискание ученой степени доктора исторических наук. В 1999—2004 годах, во время подготовки празднования 200—летия Казанского университета, Игорь Петрович входил в состав оргкомитета и возглавлял юбилейную издательскую комиссию, которая подготовила более 150 изданий по истории университета и его современной научной и учебной деятельности.

## Научная деятельность
Основным направлением научной деятельности И. П. Ермолаев избрал историю России, в частности Поволжья, в период позднего средневековья. Начало его исследований было посвящено классическому этапу работы учёного—историка — определению степени изученности темы, что нашло своё отражение в работе над кандидатской диссертацией «Проблема колонизации Среднего Поволжья в русской историографии (вторая половина XIX — начало XX вв.)» (1966; научный руководитель — профессор В. И. Писарев). Далее, при анализе комплекса источников по данной теме, И. П. Ермолаевым была определена важнейшая задача исторической школы Казани — выявление в значительной степени утраченного корпуса документов приказного делопроизводства и актового материала XVI—XVII вв. В результате предполагалось восстановление архивов Приказа Казанского дворца, органов местной администрации и частных актовых собраний. Реализация этой задачи стало важным достижением научной школы И. П. Ермолаева, так как вокруг ученого сформировался круг единомышленников — коллег и учеников, осознававших первоочередное значение данной работы. В ходе систематического фронтального просмотра подавляющего большинства изданий, посвященных периоду феодализма, анализа каталогов коллекций, архивных фондов и справочников был собран обширный комплекс сведений о сохранившихся источниках, составлен их хронологический перечень, и до сегодняшнего дня продолжается их введение в научный оборот. Книги «Казанский край во второй половине XVI—XVII вв.: Хронологический перечень документов» (1980), «Документы по истории Казанского края из архивохранилищ Татарской АССР (вторая половина XVI — середина XVII вв.» (1990), «Писцовая книга Казанского уезда 1647—1656 годов» (2001) и др. позволили И. П. Ермолаеву на широкой источниковой основе создать ряд фундаментальных работ, главной из которой стала диссертация «Среднее Поволжье во второй половине XVI—XVII вв.: Управление Казанским краем» на соискание учёной степени доктора исторических наук (1983).
Значительными работами И. П. Ермолаева последних лет стали монография «Становление российского самодержавия. Истоки и условия его формирования: Взгляд на проблему» (2004) и биографический словарь «Прошлое России в лицах (IX—XVIII вв.)».
Научные интересы Игоря Петровича не ограничены рамками отдельных исторических эпох, свидетельством чего является разработанное им учебное пособие «Историческая хронология» (1980; 2-е изд. перераб. — 2004), получившее гриф Минвуза СССР и используемое ныне в крупнейших вузах России.
Диссертации на соискание учёной степени кандидата исторических наук, защищённые под руководством И. П. Ермолаева:
- Хабибуллин, Абдулахат Абдурахманович — «Изучение истории народов Среднего Поволжья и Приуралья в Обществе археологии, истории и этнографии при Казанском университете (1878—1917 гг.)» — 1979.
- Иванов, Юрий Николаевич — «Феодальное землевладение в Казанской епархии (вторая половина XVI—XVII вв.)» — 1982.
- Ендиряков, Валерий Аркадьевич — «Массовое народное движение в Среднем Поволжье в годы Первой крестьянской войны» — 1984.
- Мустафина, Дина Абдулбаровна — «Феодальное землевладение и социальные категории населения в Казанском уезде во второй половине XVII в.» — 1986.
- Липаков, Евгений Васильевич — «Дворянство Казанского края в конце XVI — первой половине XVII вв. Формирование, состав, служба» — 1989.
- Мухамадеев, Альберт Ильич — «Историк Д. А. Корсаков (опыт изучения жизни и творчества)» — 1992.
- Ибнеева, Гузель Вазыховна — «Политические группировки при восшествии на престол Екатерины II» — 1994.
- Задорожная, Ольга Анатольевна — «Купечество Западной Сибири (конец XVIII — первая четверть XIX века)» — 1995.
- Демчук, Галина Владимировна — «Поземельные отношения в Двинском уезде в XVII в.» — 1995.
- Скоробогатов, Андрей Валерьевич — «Павел I в отечественной историографии XIX — начала XX вв.» — 1996.
- Амерханова, Эльмира Исхаковна — «„Служилый город“ Казань во второй половине XVII века» — 1998.
- Хачко, Александр Юрьевич - "Казанская коллекция нижегородских рукописей XVII века" - 2001

## Регалии
- Почётное звание «Заслуженный работник высшей школы Российской Федерации» (2000) — за заслуги в научной работе, значительный вклад в дело подготовки высококвалифицированных специалистов[3]
- Почётное звание «Заслуженный деятель науки Республики Татарстан» (1994)
- Почётное звание «Заслуженный профессор Казанского университета» (2004)
- Кавалер ордена святого благоверного князя Даниила Московского III степени (2002, РПЦ) — за большие заслуги в деле возрождения духовной жизни России
- Член-корреспондент Международной славянской академии наук, образования, искусства и культуры (1996)
- Лауреат I Фестиваля «Учитель года» им. Д. А. Корсакова исторического факультета КГУ в номинации «Лучшее учебное пособие» (2006)
- Лауреат II Фестиваля «Учитель года» им. Д. А. Корсакова исторического факультета КГУ в номинации «За многолетнюю научную и педагогическую деятельность» (2007)
- Лауреат III Фестиваля «Учитель года» им. Д. А. Корсакова исторического факультета КГУ в номинации «Лучший преподаватель» (2008).
- Почётный член Общества содействия развитию исторического факультета КГУ (2007)

## Семья
- Супруга — Ермолаева (Карташова) Наталия Вячеславовна (род. 1933) — книговед, заслуженный работник культуры Республики Татарстан.
- Сын — Ермолаев Андрей Игоревич (род. 1959) — генетик и историк науки, учёный-секретарь Казанского отделения Национального комитета РАН по истории науки и техники.